# Parmenopsis caucasica
Parmenopsis caucasica là một loài bọ cánh cứng trong họ Cerambycidae.